# 王肇
王肇（？—？），琅邪临沂人，王祥的庶长子，王夏、王馥、王烈、王芬的哥哥。因为王肇是庶子，所以王祥的爵位由王肇的弟弟王馥继承。